# Harry Schellekens
Harry Schellekens (Boxtel, 5 november 1952) is een voormalige Nederlandse voetbaldoelman.
Schellekens speelde 13 jaar voor N.E.C. alvorens hij twee jaar voor FC Groningen ging spelen. Hij besloot zijn loopbaan bij SBV Vitesse. Schellekens kwam uit voor verschillende Nederlandse jeugdselecties en was bij de EK-kwalificatiewedstrijd tegen Joegoslavië op 30 mei 1975 reservedoelman van het Nederlands elftal.
Schellekens scoorde zeven keer als doelverdediger, alle doelpunten kwamen via een strafschop tot stand.
Schellekens pakte na zijn voetballoopbaan zijn werk als huisschilder weer op en gaf ook training in het amateurvoetbal.